# Top Cat și motanii din Beverly Hills
Top Cat și motanii din Beverly Hills (engleză Top Cat and the Beverly Hills Cats) este un film de televiziune animat produs de Hanna-Barbera pentru sindicare ce face parte din seria de filme Hanna-Barbera Superstars 10.
Acesta a rulat și în România pe Cartoon Network (în cadrul lui Cartoon Network Cinema) și mai apoi pe Boomerang (în cadrul lui Boomerang Cinema).

## Premis
Când Benny Ball ajută o bătrână, aceasta îi oferă o mare avere și asta pentru că moștenitorul original, nepoata sa Amy Vandergelt, s-a pierdut. Însă dacă Benny nu stă în viață timp de 48 de ore, averea îi revine majordomului cel rău Snerdly și ogarului său rusesc furios Rasputin, iar aceștia încerc tot felul de șmecherii ca Benny să nu o mai dețină. Astfel, Top Cat și gașca sa de pisici se duc în Beverly Hills pentru a-l salva pe Benny și pentru a o găsi pe Amy.

## Legături externe
- Top Cat și motanii din Beverly Hills la Internet Movie Database
- The Big Cartoon Database Arhivat în 17 ianuarie 2013, la archive.ph Error: unknown archive URL – Top Cat și motanii din Beverly Hills